# Lucera
Lucera là một thành phố thuộc tỉnh Foggia trong vùng Puglia ở Ý. Đô thị này có diện tích 338 km², dân số thời điểm 31 tháng 12 năm 2006 là 34.828 người.
Đô thị Lucera này có các làng sau: Regente, S.Giusto.
Đô thị này giáp với các đô thị sau: Alberona, Biccari, Castelnuovo della Daunia, Foggia, Pietramontecorvino, San Severo, Torremaggiore, Troia, Volturino.